# Karen Pollefeyt
Karen Pollefeyt (15 december 1979) is een Belgische voormalige atlete, die gespecialiseerd was in het polsstokhoogspringen. Zij veroverde indoor en outdoor in totaal vijf Belgische titels.

## Biografie
Pollefeyt werd in 2003 voor het eerst Belgisch kampioene polsstokspringen. In 2006 en 2007 veroverde ze zowel indoor als outdoor de Belgische titel.
Pollefeyt was aangesloten bij Houtland AC en stapte in 1999 over naar Daring Club Leuven Atletiek. Nadien keerde ze terug naar West-Vlaanderen en sloot ze zich aan bij Flanders Atletiekclub. In 2008 stopte ze met atletiek.
Pollefeyt is getrouwd met atleet Piet Deveughele.

## Belgische kampioenschappen
| Onderdeel                 | Jaar             |
| ------------------------- | ---------------- |
| polsstokspringen          | 2003, 2006, 2007 |
| polsstokspringen (indoor) | 2006, 2007       |

## Persoonlijke records
| Onderdeel                 | Prestatie | Datum            | Plaats            |
| ------------------------- | --------- | ---------------- | ----------------- |
| polsstokspringen          | 4,10 m    | 12 juni 2005     | Villeneuve d'Ascq |
| polsstokspringen (indoor) | 4,05 m    | 20 februari 2005 | Gent              |

## Palmares
polsstokspringen
- 1998:  BK AC indoor - 3,45 m
- 2000:  BK AC indoor - 3,40 m
- 2000:  BK AC - 3,60 m
- 2003:  BK AC indoor - 3,75 m
- 2003:  BK AC - 3,65 m
- 2004:  BK AC indoor - 3,85 m
- 2004:  BK AC - 3,75 m
- 2005:  BK AC indoor - 4,05 m
- 2005:  BK AC - 4,00 m
- 2006:  BK AC indoor - 3,75 m
- 2006:  BK AC - 3,75 m
- 2007:  BK AC indoor - 3,90 m
- 2007:  BK AC - 3,90 m